# Angels Flight

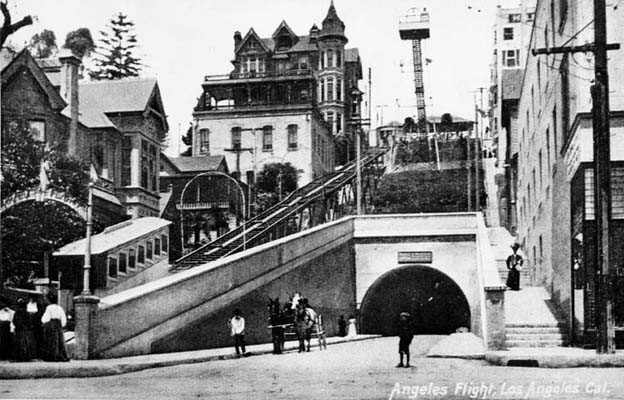
Fotografía de 1903.

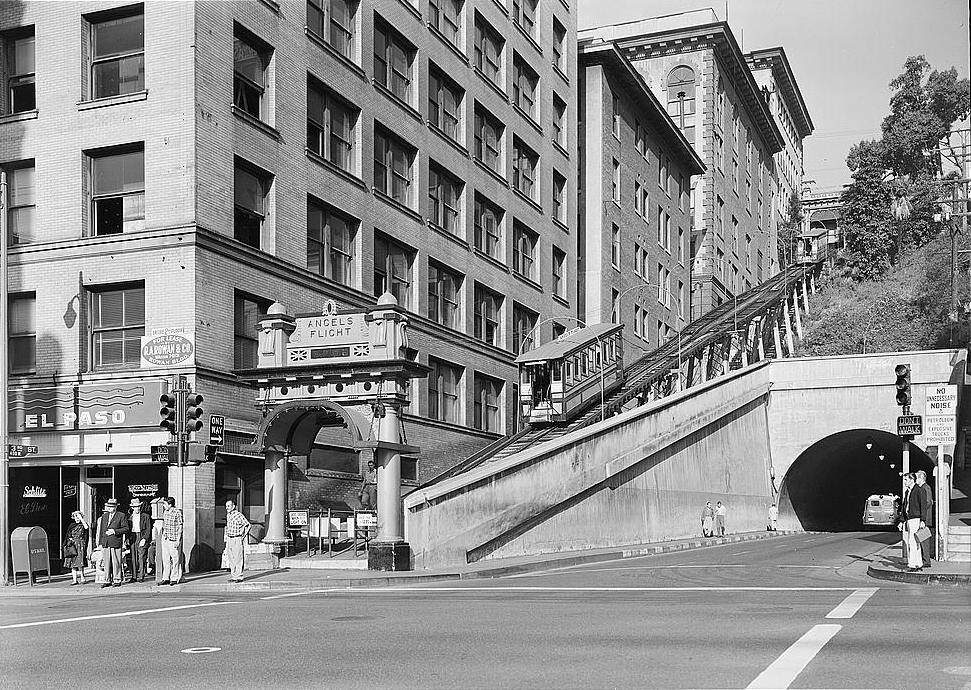
Fotografía de 1960.

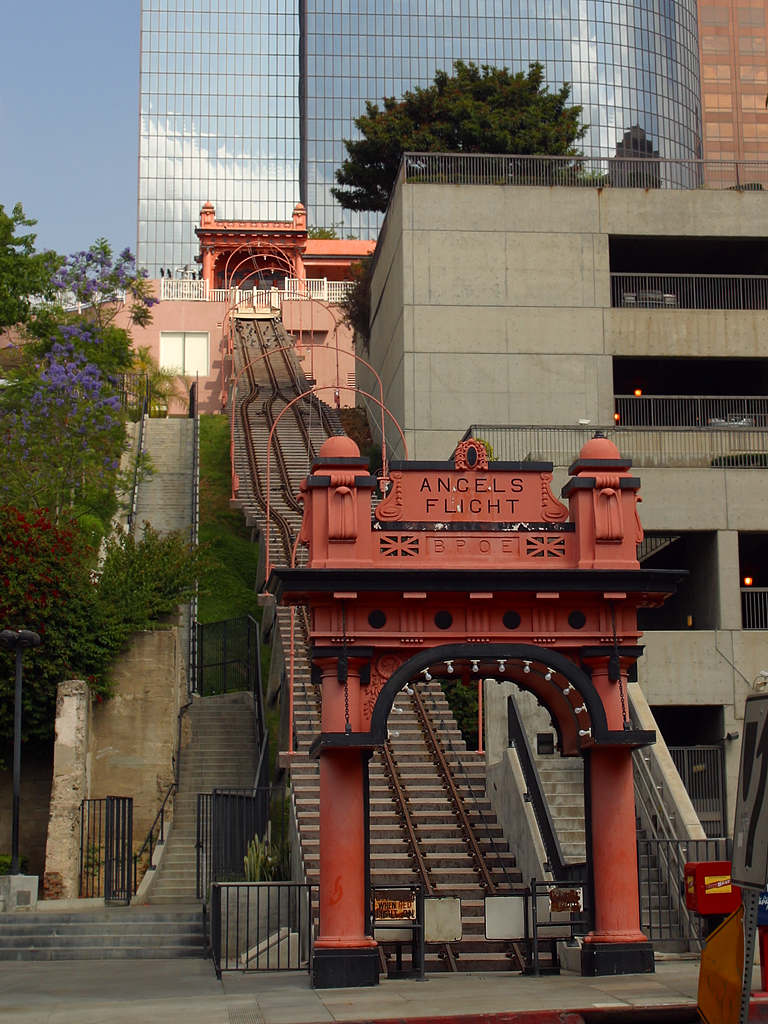
Vista desde la parada (mayo de 2004), los coches se encuentran en el garage.

'Angels Flight' (o Angel's Flight) es un funicular de Bunker Hill en Downtown Los Angeles en California.

## Presentación
Los dos coches se han nombrado Sinai y Olivet.
El funicular operaba en dos sitios diferentes. En su apertura en 1901, comunicaba las calles Hill y Olive, cuando en  1969 se vio obligado a cerrar y modificar su traza en medio de un polémico proyecto de urbanización.
A su reapertura en 1996, recorrió desde Hill Street, aunque no más a Olive Street, sino a California Plaza. Sin embargo, debió cerrar a causa de un accidente que mató a una persona e hirió a otras siete. Volvió a funcionar el 15 de marzo de 2010.  Se cerró nuevamente desde el 10 de junio de 2011 hasta el 5 de julio de 2011, y luego nuevamente después de un incidente de descarrilamiento menor el 5 de septiembre de 2013.
La investigación de este incidente de 2013 condujo al descubrimiento de problemas de seguridad potencialmente graves, tanto en el diseño como en el funcionamiento del funicular.
Angels Flight reabrió para el servicio público el 31 de agosto de 2017, ahora cobrando $ 1 por un viaje de ida (50 centavos para los titulares de pases de metro).

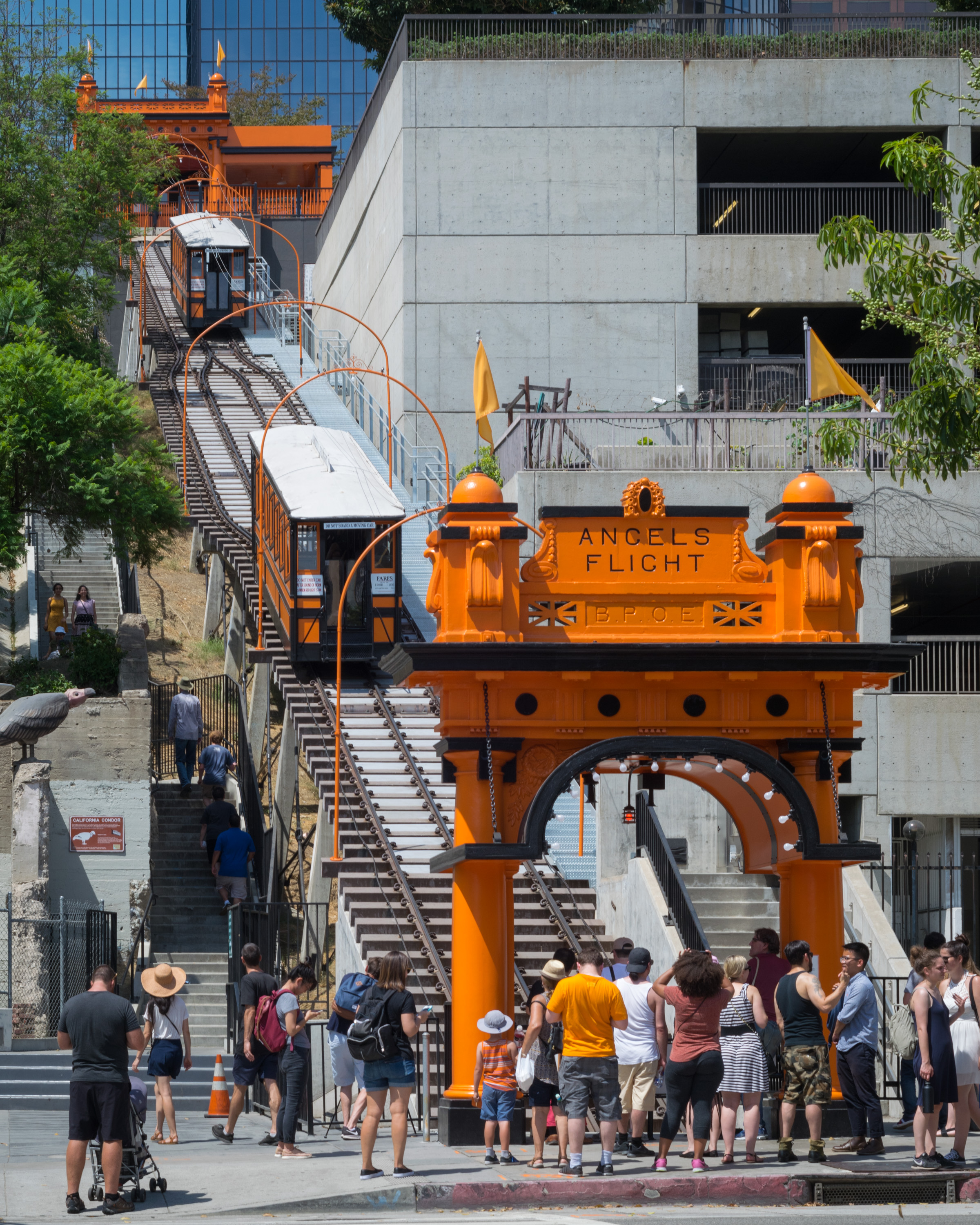
Angels Flight después de su reapertura en 2017

## Clasificación
- Se encuentra en el US National Register of Historic Places, desde el 13 de octubre de 2000[4]
- Los Angeles Historic-Cultural Monument (#4), desde el 6 de agosto de 1962[5]

## En la cultura popular
Aparece en la novela de Michael Connelly "Angels Flight".
Aparece en la temporada 4 de Bosch (serie de televisión).
Aparece también en el capítulo 9 de la segunda temporada de la serie The Lincoln lawyer.
La ciudad de Los Ángeles le encargó a David Woodard que compusiera e interpretara una canción conmemorativa titulada "An Elegy for Two Angels" en honor a Leon Praport, quien fue asesinado por el funicular.